# Gérson
Gérson de Oliveira Nunes, noto come Gérson (ˈʒɛʁsõ; Niterói, 11 gennaio 1941), è un ex calciatore brasiliano, considerato uno dei migliori centrocampisti di tutti i tempi.
Soprannominato Canhotinha de ouro (in italiano "Piede sinistro dorato"), è considerato uno dei più forti centrocampisti brasiliani della storia del calcio ed occupa la 97ª posizione nella speciale classifica dei migliori calciatori del XX secolo pubblicata dalla rivista World Soccer.

## Caratteristiche tecniche
Era molto abile nelle verticalizzazioni, tanto da essere capace di compierle da oltre quaranta metri di distanza.

## Carriera

### Club
Militò nelle file di Botafogo, Flamengo, San Paolo e Fluminense.

### Nazionale

#### Mondiali 1966
Partecipò con la Nazionale brasiliana ai Mondiali del 1966, edizione che fu contraddistinta da un gioco molto duro, dove il Brasile non riuscì a superare la fase a gironi.

#### Mondiali 1970

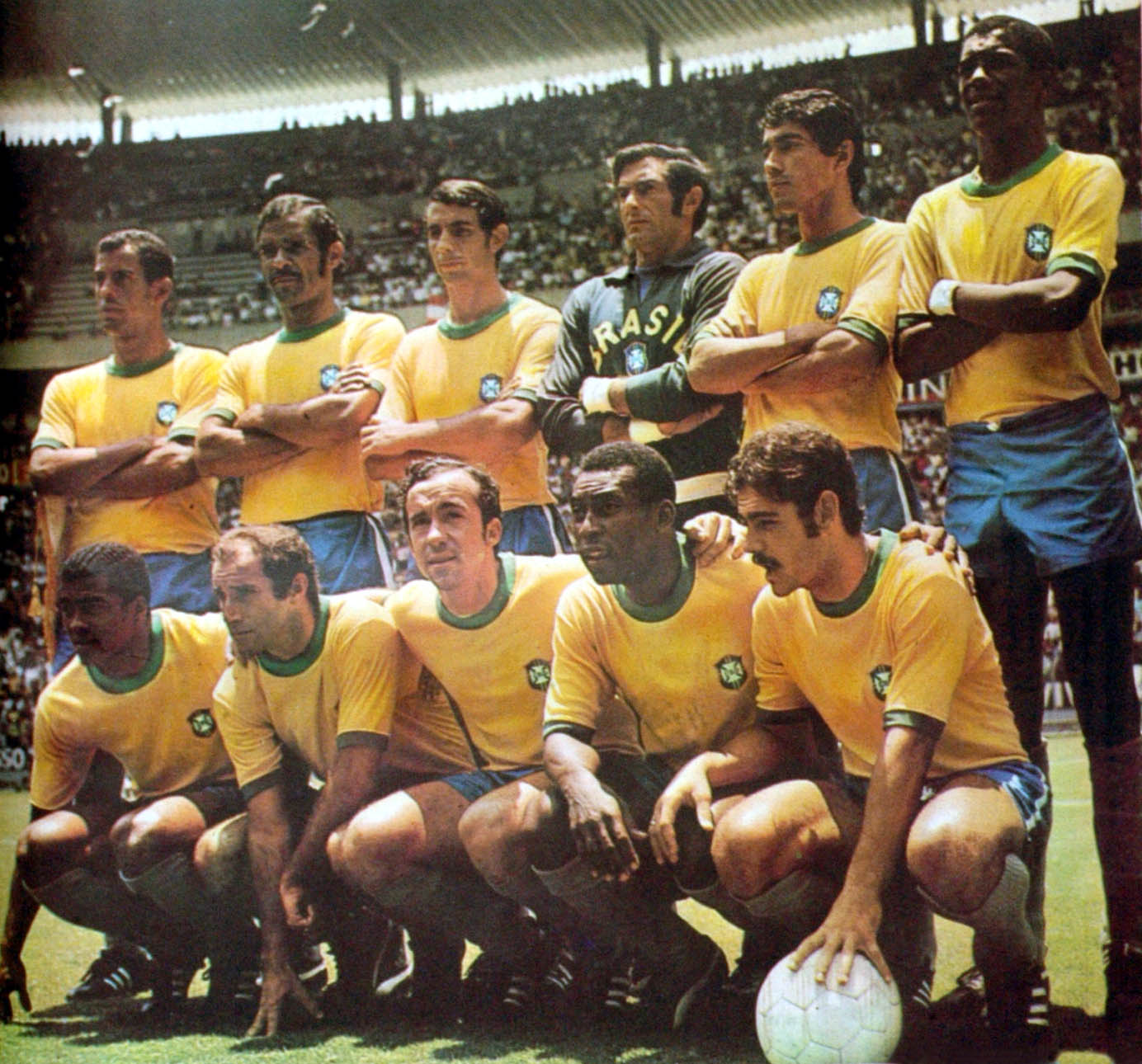
Gérson (il secondo in basso partendo da sinistra) prima della partita contro il Perù durante la Coppa del Mondo 1970

Venne poi convocato ai Mondiali del 1970, dove svolse un ruolo da protagonista. Dopo aver superato la fase a gironi, il Brasile eliminò prima il Perù ai quarti (4-2 il risultato finale) e poi l'Uruguay in semifinale (3-1 il risultato finale). Il 21 giugno il Brasile affrontò così in finale l'Italia, reduce dal successo per 4-3 dopo i tempi supplementari contro la Germania Ovest. Nel corso della partita, Gérson mise a segno il secondo gol del Brasile con un potente tiro da fuori area e contribuì a far vincere il Brasile per 4-1. La Seleção conquistò così il terzo titolo mondiale della sua storia.

#### Minicopa 1972
Due anni più tardi, nell'estate del 1972, Gérson venne convocato in vista della Minicopa, un torneo svoltosi in Brasile per commemorare il 150º anniversario della Dichiarazione d'indipendenza del Brasile. Qui il Brasile riuscì a vincere la coppa dopo aver battuto il Portogallo di Eusebio con gol di Jairzinho al minuto 89'. Dopo tale incontro, Gérson si ritirò dalla nazionale con 70 presenze e 14 reti.

## Palmarès

### Club

#### Competizioni statali
- Campionato paulista: 2

San Paolo: 1970, 1971
- Campionato Carioca: 3

Botafogo: 1967, 1968
Fluminense: 1973
- Torneo Rio-San Paolo: 3

Flamengo: 1961
Botafogo: 1964, 1966

#### Competizioni nazionali
- Taça Brasil: 1

Botafogo: 1968

### Nazionale
- Campionato mondiale: 1

Messico 1970
- Coppa d'Indipendenza Brasiliana: 1

1972

### Individuale
- Man of the match della Finale del Campionato Mondiale di Calcio : 1970
- Candidato al Dream Team del Pallone d'oro (2020)